# 182nd–183rd Streets
182nd–183rd Streets – stacja metra nowojorskiego, na linii B i D. Znajduje się w dzielnicy Bronx, w Nowym Jorku i zlokalizowana jest pomiędzy stacjami Fordham Road i Tremont Avenue. Została otwarta 1 lipca 1933.